# Douglas Wilder

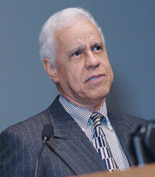
Douglas Wilder

Lawrence Douglas Wilder, född 17 januari 1931 i Richmond, Virginia, är en amerikansk politiker. Han var guvernör i delstaten Virginia 1990–1994. I och med Wilders seger i guvernörsvalet i Virginia 1989 hade en afroamerikan för första gången vunnit ett guvernörsval i en amerikansk delstat. P.B.S. Pinchback, som var guvernör i Louisiana 1872-1873, hade tillträtt i egenskap av viceguvernör efter att företrädaren avsattes men Wilder lyckades vinna ett val.
Wilder avlade 1951 examen i kemi vid Virginia Union University. Han deltog i Koreakriget och dekorerades med en Bronze Star. Efter kriget avlade han juristexamen vid Howard University i Washington, D.C. Vid den tidpunkten fanns det ingen juristutbildning tillgänglig för afroamerikaner i delstaten Virginia.
Wilder gifte sig den 11 oktober 1958 med Eunice Montgomery. Paret fick tre barn och de skilde sig år 1978. Wilder gick med i demokraterna. Han var ledamot av delstatens senat 1969-1985. Han var sedan viceguvernör i Virginia 1986-1990.
Wilder vann knappt mot Marshall Coleman i guvernörsvalet 1989. Han tog klart ställning för rätten till abort och för dödsstraff. 14 fångar avrättades i elektriska stolen i Virginia under Wilders mandatperiod som guvernör. Wilder beordrade år 1990 delstaten att dra tillbaka alla investeringar från Sydafrika på grund av landets dåvarande apartheidpolitik. Det var för första gången som ett sådant beslut fattades i en av sydstaterna. Wilder efterträddes 1994 som guvernör av George Allen.
Wilder bestämde sig för att kandidera som obunden i senatsvalet 1994. Kampanjen blev kortvarig och utan framgång. Wilder gick senare tillbaka med i demokraterna. Han var borgmästare i delstatens huvudstad Richmond 2005-2009.